# Milano Sera
Milano Sera è stato un quotidiano d'informazione del pomeriggio, di orientamento comunista, repubblicano e progressista, pubblicato a Milano dal 7 agosto 1945 al 4 novembre 1954.

## Storia

### La nascita del quotidiano nella Milano liberata
All'indomani della Liberazione di Milano, maturò nei partiti di sinistra milanesi e lombardi il progetto di un giornale che potesse essere in concorrenza col Corriere Lombardo di Edgardo Sogno e che potesse cementare nell'opinione pubblica i valori della stagione antifascista. Non si trattava solo di fare da contraltare a un giornale moderato-conservatore; la nuova impresa doveva avere come obiettivo quello di vivacizzare e stimolare l'editoria di sinistra, ancora legata a vecchi schemi giornalistici. L'iniziativa maturò dopo l'insurrezione della città contro l'occupazione nazifascista. Uno dei capi del Partito Comunista Italiano, Giancarlo Pajetta, che dirigeva l'Unità, e il socialista Guido Mazzali, direttore dell'Avanti!, concordarono tra la fine di luglio e l'inizio dell'agosto 1945 la nascita del quotidiano «Milano-Sera», la cui società editoriale venne costituita in uno studio notarile di via Pietro Verri. I soci erano: Emilio Sereni, Vincenzo Lodi, Ettore Lippolis, Francesco Zancopè, Giovanni Nicola, Carlo Casati, Gianni Naldi, Giuseppe Roda e Alfredo Benaldi.
La redazione venne inizialmente sistemata nella sede del Corriere della Sera, in via Solferino 28, dove il giornale veniva stampato. Non c'erano uffici o redazioni di settore: tutti lavoravano insieme. Tra i primi redattori ci furono: Franco Martinelli, Lina Bo, Giulia Veronesi, Costantino Settimo, Gaspare Torre e Marco Franceschini. Scrissero per il nuovo giornale milanese anche figure culturali emergenti come Franco Fortini, Dino Risi, Giorgio Strehler, Paolo Grassi, Adriano Buzzati Traverso e Renato Guttuso. Tuttavia, il giornale disponeva di pochi mezzi economici e professionali, i redattori erano quasi tutti privi di esperienza giornalistica, che si manifestò dal secondo numero del quotidiano: la notizia delle bombe atomiche su Hiroshima e Nagasaki il 6 e il 9 agosto 1945 venne data in poche righe, mentre un titolo a cinque colonne annunciò l'entrata dell'Armata Rossa sovietica in Manciuria. I toni verso l'Unione Sovietica erano elegiaci, di grande ammirazione, mentre degli Stati Uniti era evidenziata la natura "reazionaria", denunciando le simpatie filonaziste di americani come Henry Ford e Charles Lindbergh.
Il giornale seguì il faticoso ritorno di Milano alla normalità, inserendosi anche nella cronaca cittadina, un tentativo di rendere più popolare il giornale. Politicamente il quotidiano non ebbe un'impostazione rigida, anche se emerse chiaramente il richiamo continuo ai valori della Resistenza e l'immediata volontà di battersi per l'instaurazione di una repubblica. Ampio risalto venne dato al congresso del CLNAI di Milano, in cui il presidente del Consiglio Ferruccio Parri parlò della necessità di inserire gli operai nel complesso produttivo e industriale del paese. Ma l'evento politico più importante fu la crisi e caduta del governo Parri nel novembre 1945, interpretata da Milano-Sera come una manovra liberale di manomettere il governo antifascista, sebbene anche i comunisti fossero interessati a un accordo con le forze democristiane.

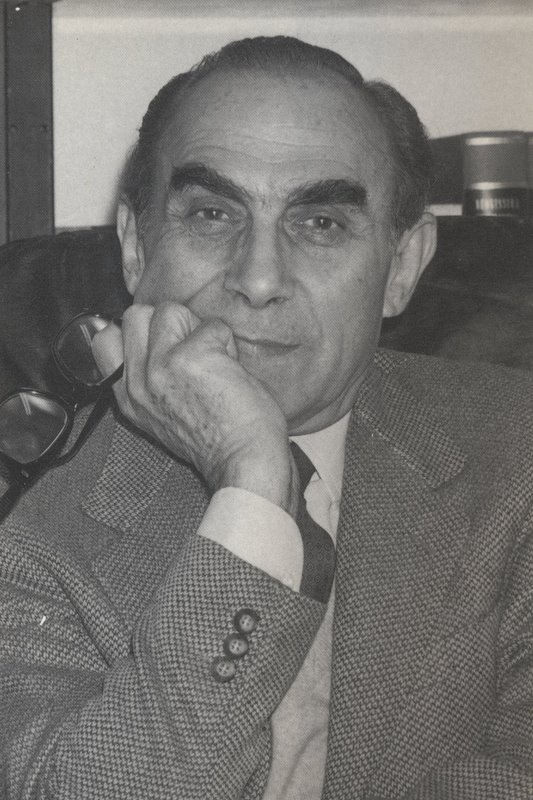
Gaetano Afeltra

### La battaglia per la Repubblica
Alla fine del 1945, dati i problemi del neonato quotidiano, i dirigenti social-comunisti chiamarono Gaetano Afeltra per rilanciarlo. Questi accettò senza però ricoprire l'incarico di direttore, carica che invece venne assegnata al comunista Corrado De Vita fino alla fine dell'esistenza stessa di Milano-Sera. La redazione si rinnovò con l'arrivo di un giovane giornalista genovese, redattore all'Avanti!, Paolo Murialdi; di Francesco Francavilla, ex redattore-capo del Secolo Sera; Enzo Grazzini, Giovanni Benanti, Emilio De Martino, Antonio Ghirelli, Gino Cornali, Raffaele Carrieri, Massimo Alvaro; ingaggiando anche penne del calibro di Giovanni Mosca e Giovannino Guareschi. Il giornale prese inoltre come modello l'impostazione di Paris-Soir. Scomparve poi la scorza eccessivamente intellettuale senza rinunciare alla qualità degli articoli. «Non si poteva fare un giornale del pomeriggio come se fosse il Politecnico», chiarì Afeltra. Il giornale, inoltre, iniziò a dedicare maggiore attenzione alla situazione sociale e ai problemi della città, come le manifestazioni di reduci di guerra o l'urgenza di rifare il tetto della Galleria Vittorio Emanuele per dare simbolicamente "un tetto a tutti i milanesi"; anche l'occupazione militare alleata e il costo della vita furono temi ricorrenti di questo periodo. Del 16 febbraio 1946 era il primo articolo di Giuseppe Di Vittorio, sindacalista dell CGIL, sulla necessità della ricostruzione. Di Vittorio fu uno dei leader sindacali indiscussi del secondo dopoguerra e venne ospitato molte volte sulle pagine di Milano-Sera.
Mentre il "vento del Nord" aveva cessato di soffiare e il governo De Gasperi aveva smantellato di tutti gli organismi sorti per perseguire le figure compromesse col Ventennio come l'Alto commissariato per le sanzioni contro il fascismo, l'avvicinarsi delle prime scadenze elettorali e il referendum istituzionale radicalizzò lo scontro e portò il blocco social-comunista e progressista a compattarsi. Milano-Sera, tuttavia, mantenne sempre il rispetto verso gli avversari. Con la campagna a sostegno della Repubblica, un appuntamento considerato un passaggio decisivo per il futuro democratico italiano, la linea politica del giornale si affinò. La vittoria socialista alle elezioni amministrative di Milano il 7 aprile 1946, con la riconferma del sindaco Antonio Greppi, fu salutata dal giornale con estremo favore. Della monarchia sabauda vennero evidenziate le caratteristiche essenzialmente reazionarie e fu Luigi Salvatorelli a condurre l'offensiva a mezzo stampa per condannare la "demagogia monarchica" e sostenere la "democrazia repubblicana". In uno dei suoi pochissimi editoriali, il direttore De Vita precisò la posizione del giornale: «Nemiche della libertà e della democrazia, le sinistre? Ma solo a sinistra si può avere libertà e democrazia. A sinistra è la gioventù che spende e lavora; a destra è la vecchiaia che nega anche il respiro che le manca, sospettosa, tiranna, ingrata, pavida e rassegnata.» L'azionista Leo Valiani, sulle pagine del giornale, scrisse queste parole: «I ceti medi italiani che aspirano a un regime nel quale possano muoversi come nella propria casa, non hanno che da votare per la Repubblica.» Insomma, mentre si avvicinavano i giorni del referendum del 2 e 3 giugno, si moltiplicarono le iniziative, le manifestazioni e i comizi, puntualmente riportati da Milano-Sera, che parlò di "passione repubblicana di Milano democratica". Infine, la famosa pagina passata alla storia della stampa italiana all'indomani della vittoria repubblicana al referendum istituzionale, titolata il 6 giugno 1946: «Il popolo ha scelto, la storia ha scritto. È già Repubblica». Come ricordò lo stesso Afeltra, questo titolo venne poi ripreso dalle agenzie straniere.

### Un bollettino di lotta sociale
Passato il referendum, Afeltra lasciò il giornale e, al suo posto, arrivò come caporedattore Giuseppe Tortorella. Murialdi alla fine dell'estate 1946 tornò all'Avanti!. Fu un periodo di grande lavoro per la redazione: il Giro d'Italia e le altre competizioni sportive in un'Italia che usciva dalle rovine della guerra; i casi di cronaca su Salvatore Giuliano in Sicilia e il delitto di via San Gregorio commesso da Rina Fort. Nel gennaio 1947 comparve anche un'inchiesta sulle precarie condizioni di vita dentro al carcere milanese di San Vittore. Sotto il profilo economico il giornale tese a diventare un'impresa in cui il peso del PCI divenne preponderante. La rottura dell'unità di governo antifascista e l'estromissione delle sinistre nel maggio 1947 fu attribuita da Milano-Sera a Giuseppe Saragat e al suo PSIUP. Il giornale poi si schierò contro l'inserimento dei Patti Lateranensi nella Costituzione repubblicana con un articolo di Salvatorelli in cui sosteneva che «sarebbe giusto [...] se fossimo 45 milioni di cattolici»; mentre, venne indicato come responsabile della strage di Portella della Ginestra il ministro degli Interni Mario Scelba e il presidente De Gasperi diventò per il quotidiano "il presidente lacrimogeno" dopo le cariche della polizia su alcune manifestazioni operaie lungo la penisola. Il giornale diventò quindi un vero bollettino di lotta, i cui titoli si aprivano sempre con manifestazioni sindacali, scioperi e proteste sociali. Le posizioni erano chiare e non c'erano più sfumature soprattutto dopo la formazione del governo De Gasperi IV. Proprio in questo clima di tensione, all'inizio della Guerra fredda, il giornale si apprestò ad affrontare le prime elezioni politiche della Repubblica nell'aprile 1948. Se la campagna per la Repubblica era stata condotta con toni vivaci ma rispettosi, quella delle elezioni politiche evidenziò caratteristiche estremiste e radicali. Il giornale denunciò il Vaticano e la DC di aver finanziato il neonato Movimento Sociale Italiano e definì De Gasperi, in visita a Milano per il centenario delle Cinque Giornate, «rappresentante degli Asburgo». Nell'ultimo mese di propaganda elettorale, il Milano-Sera uscì con due edizioni anche in Piemonte e in Liguria, gravando così sui conti già in rosso della propria casa editrice. L'immagine di Garibaldi, il simbolo del Fronte Democratico Popolare, campeggiò sulla prima pagina alla vigilia delle elezioni col titolo «Italia è il tuo giorno». Tuttavia, la sconfitta social-comunista e la vittoria democristiana vennero quasi nascoste, commentando che ci fosse stato solo un lieve vantaggio cattolico. 
Il giornale riportò l'attentato a Palmiro Togliatti del 14 luglio 1948 per mano dello studente monarchico Antonio Pallante, che fece scattare lo sciopero generale e provocò momenti di grave tensione in tutta Italia. Dal Tour de France di quell'anno giunsero le notizie delle brillanti imprese di Gino Bartali e questa vittoria contribuì a rassenerare il clima. Il 16 luglio 1948 il direttore De Vita scrisse: «Il Paese vive ancora sotto l'impressione che si vuole attentare definitivamente alle libertà democratiche repubblicane; che si vuole esasperare la situazione già da tempo tesa, che approfittando del tentato assassinio del leader del Fronte popolare si voglia ad ogni costo scatenare una guerra civile. Di fronte allo sdegno dell'intera nazione, il governo ha preso subito soltanto un atteggiamento provocatorio. Evidentemente ha creduto che poteva essere giunto il suo momento, quello di scatenare una guerra civile e instaurare il suo stato forte poliziesco-clericale.»

### Le speranze svanite e il declino del giornale
L'importanza degli avvenimenti politici del 1948 fece passare in secondo piano altri aspetti della gestione del giornale, coinvolto nella battaglia politica e nella spirale propagandistica. L'enorme impegno profuso in quell'anno si rifletté sul conto economico: il bilancio annuale si chiuse con una perdita di 858.145,90 lire, molto meno rispetto ai 3.429.509,90 lire del 1947, ma che fu un'altra consistente perdita sommata all'aumento di capitale sociale (3 milioni di lire appunto) versato in quei mesi dai soci per coprire le perdite. Dal 1950 la società a responsabilità limitata del giornale venne trasformata in società per azioni, per favorire un afflusso di capitali.
Il Milano-Sera si ritrovò a combattere in una sinistra arroccata su posizioni di difesa: evitare la crescente "clericalizzazione" dello Stato italiano e la subalternità italiana agli Stati Uniti. Il giornale si mosse su queste linee negli anni successivi, mentre la coalizione quadripartita di De Gasperi (DC, PSLI, PLI e PRI) restò alla guida dei governi molto a lungo. Il giornale reagì con sdegno alla notizia della scarcerazione del principe Valerio Borghese, ex comandante della X MAS, mentre la celere caricava cortei e iniziative antifasciste di ricordo della Resistenza. La firma del Patto Atlantico nel 1949 fu vivacemente avversata dal quotidiano milanese, con in prima pagina una cartina in cui si mostrava il piano di accerchiamento che il presidente Harry Truman voleva realizzare ai danni dell'URSS. A tale notizia venne quindi venne opposta con orgoglio quella delle iniziative dei partigiani della pace. Un duro affondo arrivò poi nei confronti dei provvedimenti polizieschi e censori del ministro Scelba, di Papa Pio XII, che aveva scomunicato i comunisti: «La scomunica che non fu lanciata contro Hitler e i massacratori delle camere a gas viene minacciata a chi lotta per una politica diversa [...]».

## Direttori
- Michele Rago (7-12 agosto 1945)
- Mario Bonfantini e Alfonso Gatto (13 agosto - 5 dicembre 1945)
- Corrado De Vita (15 dicembre 1945 - 4 novembre 1954)

## Edizioni Milano-Sera
Accanto al quotidiano è esistita una casa editrice con lo stesso nome. La «Milano-Sera Edizioni» fu attiva dal 1948 all'inizio degli anni cinquanta. Pubblicò soprattutto testi di argomento storico-politico, ma anche opere di autori quali Sibilla Aleramo, Sirio Musso, Felice Chilanti, Giuseppe Gioacchino Belli, a volte illustrate da artisti di rilievo, quali Cagli o Guttuso.